# (20018) 1991 UJ2
(20018) 1991 UJ2 là một tiểu hành tinh vành đai chính. Nó được phát hiện bởi Seiji Ueda và Hiroshi Kaneda ở Kushiro, Hokkaidō, Nhật Bản, ngày 29 tháng 10 năm 1991.